# Trygetus
Trygetus is een geslacht van spinnen uit de familie mierenjagers (Zodariidae).

## Soorten
Het geslacht kent de volgende soorten:
- Trygetus berlandi Denis, 1952
- Trygetus jacksoni Marusik & Guseinov, 2003
- Trygetus nitidissimus Simon, 1882
- Trygetus riyadhensis Ono & Jocqué, 1986
- Trygetus sexoculatus (O. P.-Cambridge, 1872)